# Didio Aguiar
Didio Aguiar – portugalski rugbysta, ośmiokrotny reprezentant Portugalii w rugby union mężczyzn.
Jego pierwszym meczem w reprezentacji było spotkanie z Holandią, które zostało rozegrane 5 kwietnia 1970 w Hilversum. Ostatni raz w reprezentacji zagrał 28 marca 1982 w Lizbonie, kiedy to jego reprezentacja podejmowała drużynę Hiszpanii.